# Daytona USA
Daytona USA is een computerspel dat in 1994 werd ontwikkeld door Sega AM2 en uitgegeven door Sega. Het racespel is een van de arcadespellen die het meeste heeft opgebracht qua omzet.

## Beschrijving
Daytona USA was Sega's eerste speltitel die uitkwam op het Model 2 arcadebord en was destijds een van de visueel meest gedetailleerde 3D-racespellen. In vergelijking met de toen gangbare platte polygonen, zoals in het spel Virtua Racing, kwam Daytona met volledige textuurmapping waarbij een meer realistisch uiterlijk van de raceauto's werd verkregen. Het spel wist hierbij een consistente 60 beelden per seconde te behouden.

## Gameplay
De speler bestuurt een zogenaamde stockcar, ook wel bekend als de Hornet. Er is keuze uit drie racebanen. Doel van het spel is om eerder de finish te bereiken dan de tegenstanders binnen een bepaalde tijdslimiet.

## Andere versies
Daytona USA werd geporteerd naar de Sega Saturn in 1995, en naar Windows in 1996. Deze versie heeft echter een lagere beeldsnelheid van 20 fps, in vergelijking met de 60 fps in de arcadeversie. Ook is het vergezicht beperkt tot een kortere afstand. Het spel kan met het Arcade Racer-stuurwiel en de 3D analoge controlpad van de Saturn worden gespeeld.
Daytona USA: Championship Circuit Edition kwam uit in 1996 voor de Saturn en een jaar later voor Windows en is een bijgewerkte en uitgebreide versie van Daytona USA.
Sega maakte in 2011 bekend dat een port van Daytona USA naar Xbox Live en PlayStation Network zou komen. Het werd uitgebracht op 25 en 26 oktober van dat jaar.

## Ontvangst
Daytona USA werd zeer positief ontvangen in de speelhallen en Sega maakte in 2002 bekend dat het spel een van de meest succesvolle arcadespellen ooit was. De arcadeversie kreeg hoge scores in de vakbladen en media, en men prees de goede kwaliteiten van het racespel.

## Trivia
- De soundtrack van Daytona USA werd gecomponeerd en ingezongen door Takenobu Mitsuyoshi.[2]